# Studené
Studené (německy Studeney) je obec v okrese Ústí nad Orlicí v Pardubickém kraji. Žije zde 183 obyvatel.

## Historie
První písemná zmínka o obci pochází z roku 1670.

## Obyvatelstvo
| Rok            | 1869 | 1880 | 1890 | 1900 | 1910 | 1921 | 1930 | 1950 | 1961 | 1970 | 1980 | 1991 | 2001 | 2011 | 2021 |
| -------------- | ---- | ---- | ---- | ---- | ---- | ---- | ---- | ---- | ---- | ---- | ---- | ---- | ---- | ---- | ---- |
| Počet obyvatel | 420  | 463  | 474  | 470  | 459  | 389  | 331  | 244  | 229  | 213  | 187  | 153  | 160  | 154  | 184  |
| Počet domů     | 61   | 70   | 74   | 74   | 75   | 73   | 74   | 75   | 65   | 61   | 57   | 78   | 77   | 81   | 87   |

## Obecní správa

### Části obce
- Studené
- Bořitov

### Obecní symboly
Znak a vlajka byly obci uděleny rozhodnutím předsedy Poslanecké sněmovny Parlamentu České republiky dne 9. prosince 2015.

## Pamětihodnosti
- Kostel svaté Anny z roku 1820 s varhany z počátku 19. století a oltářním obrazem svaté Anny (olejomalba 3,5 × 1,5 m)

## Galerie

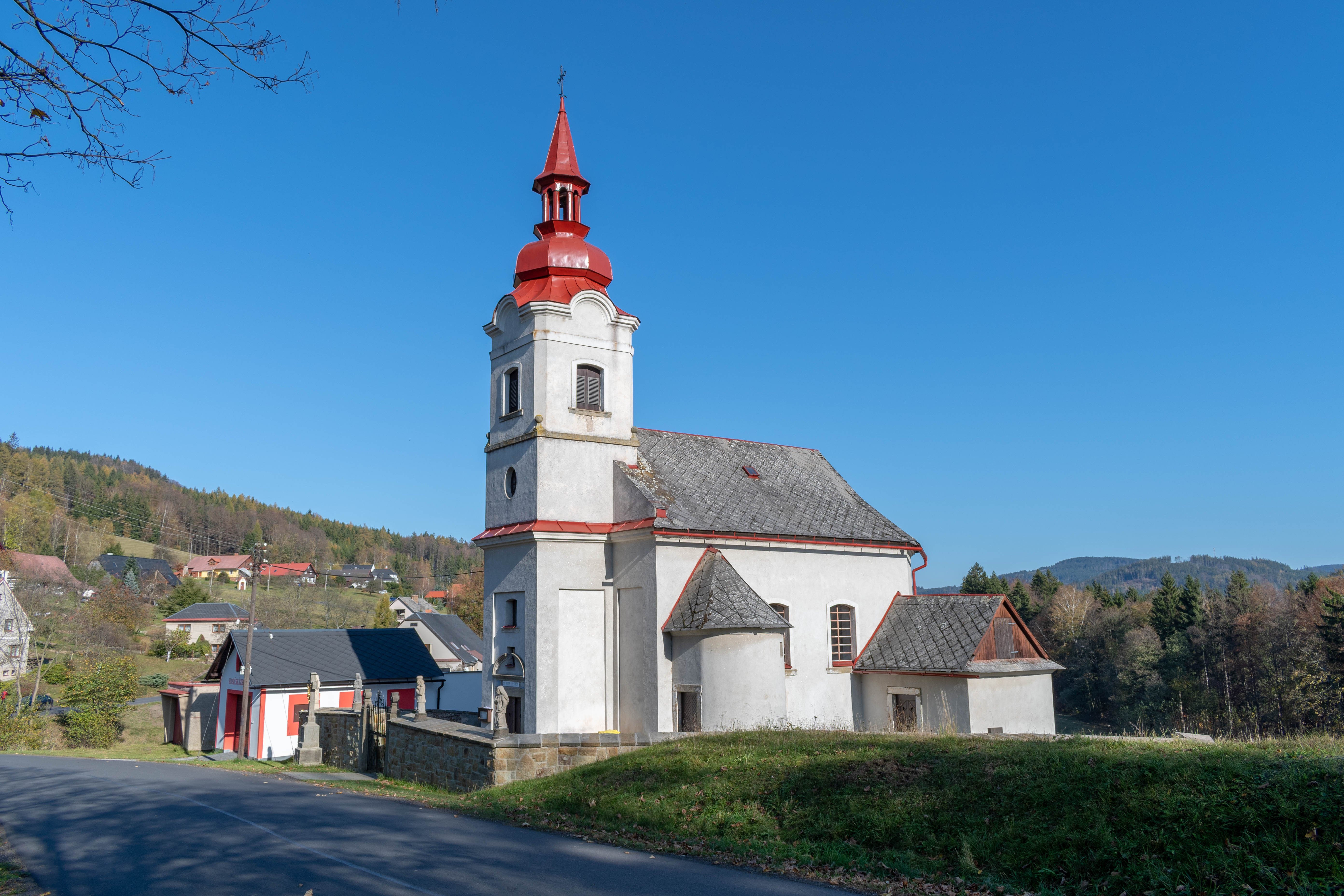
Kostel svaté Anny
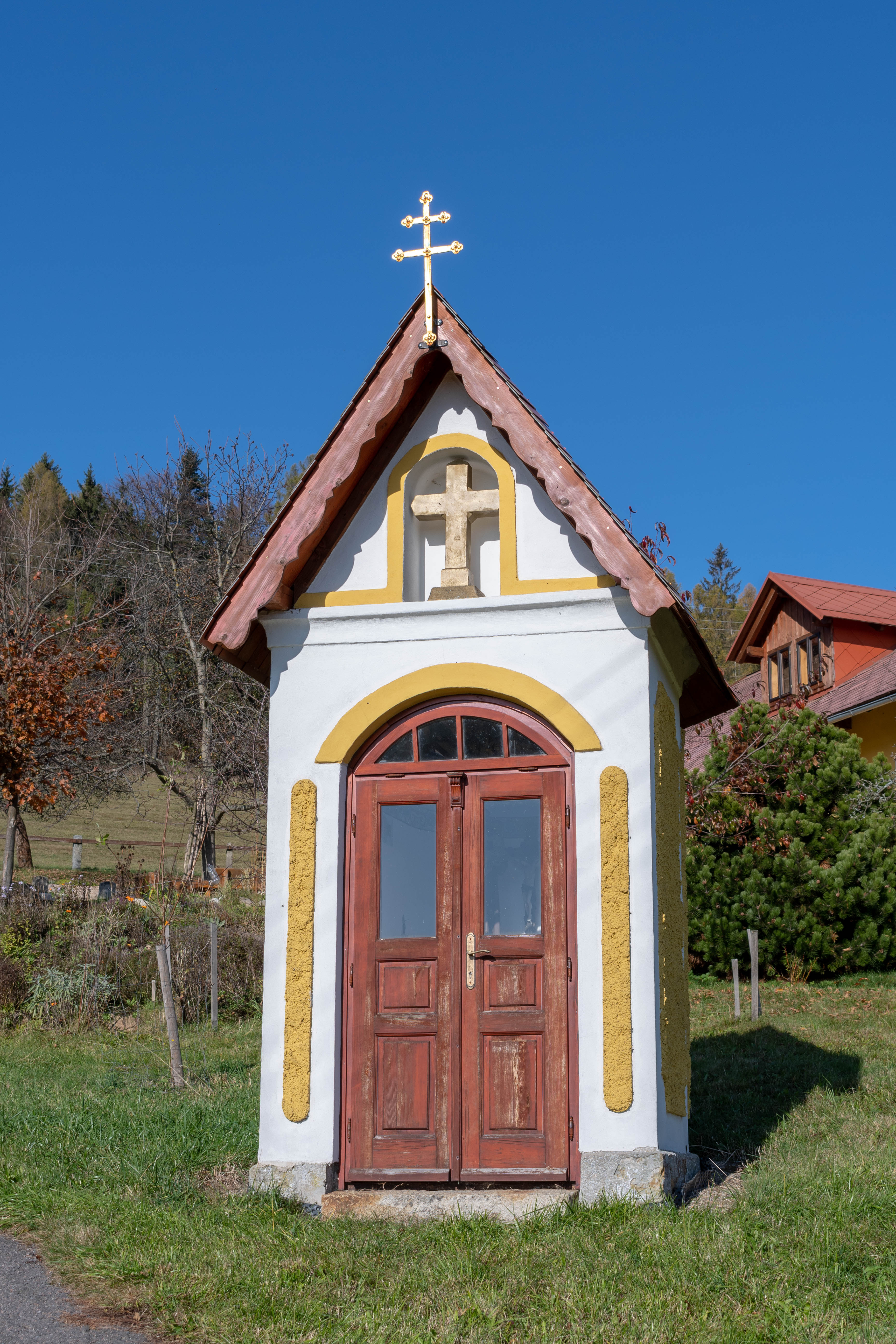
Kaplička
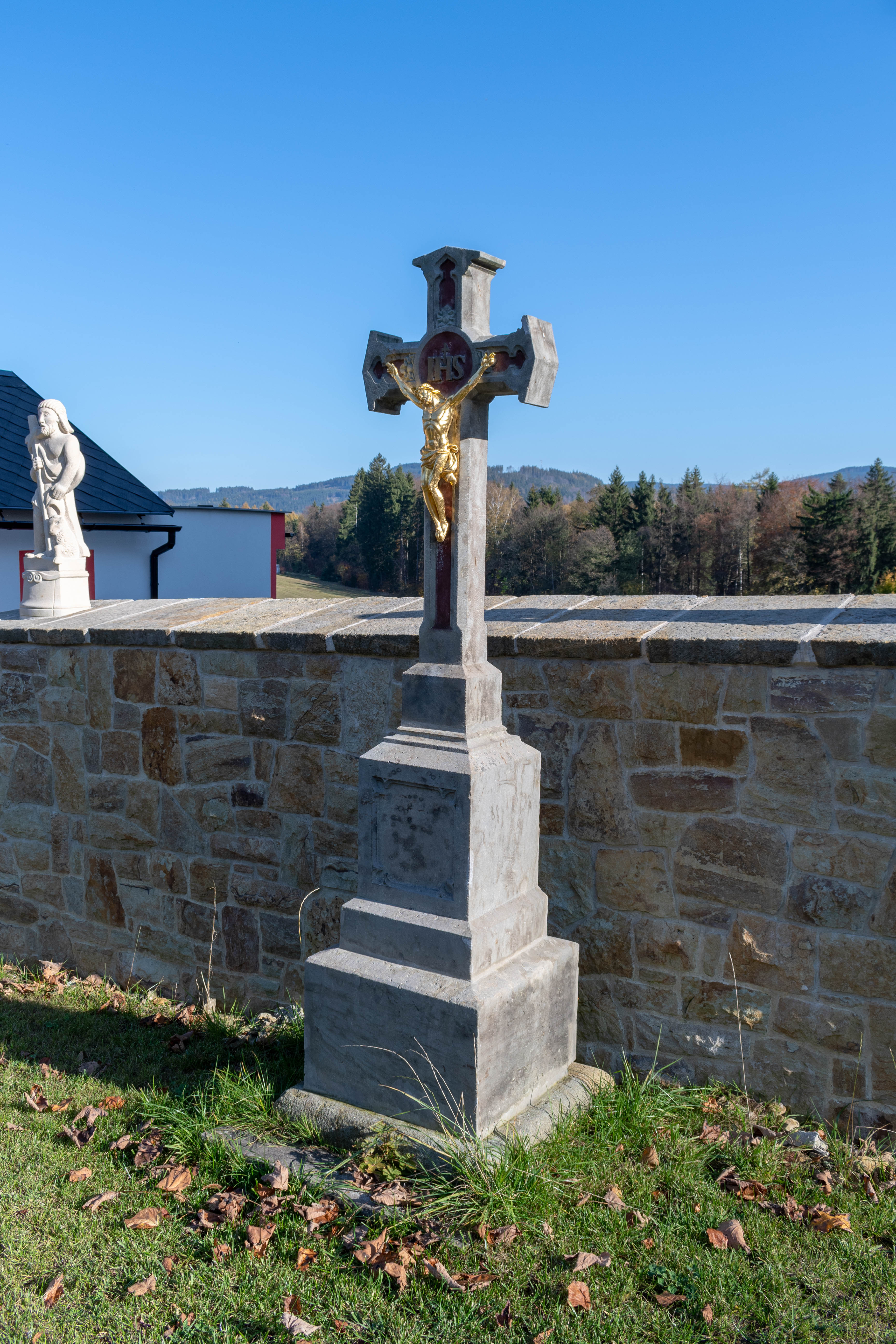
Kříž u kostela
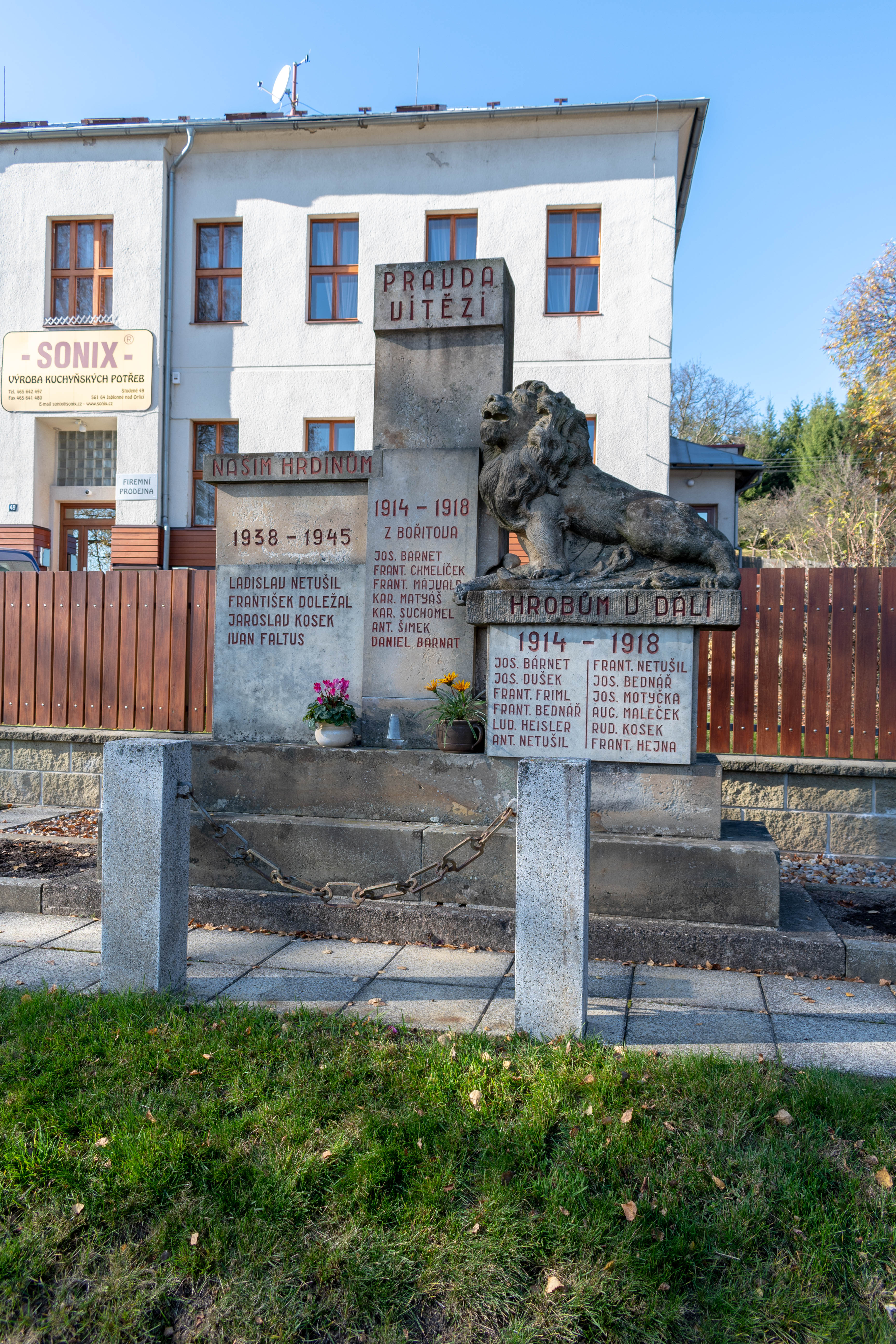
Pomník padlým